# Club Med 2
Die Club Med 2 ist neben ihrem Schwesterschiff Wind Surf der Reederei Windstar Cruises das größte Motorsegelschiff der Welt und gehört dem französischen Touristikunternehmen Club Med (Club Méditerranée).

## Geschichte
Das Schiff wurde 1992 auf der Werft Société Nouvelle des Ateliers et chantiers du Havre in Le Havre gebaut und 1996 komplett renoviert. Die Club Med 2 hat acht Decks, wovon sechs für Passagiere zugänglich sind. Das Schiff verfügt über 184 Außenkabinen für 392 Passagiere. Die Besatzung umfasst 200 Personen. Alle Kabinen sind vollklimatisiert. Im Sommer werden Kreuzfahrten im Mittelmeer und im Winter in der Karibik unternommen.

## Technische Daten und Ausstattung

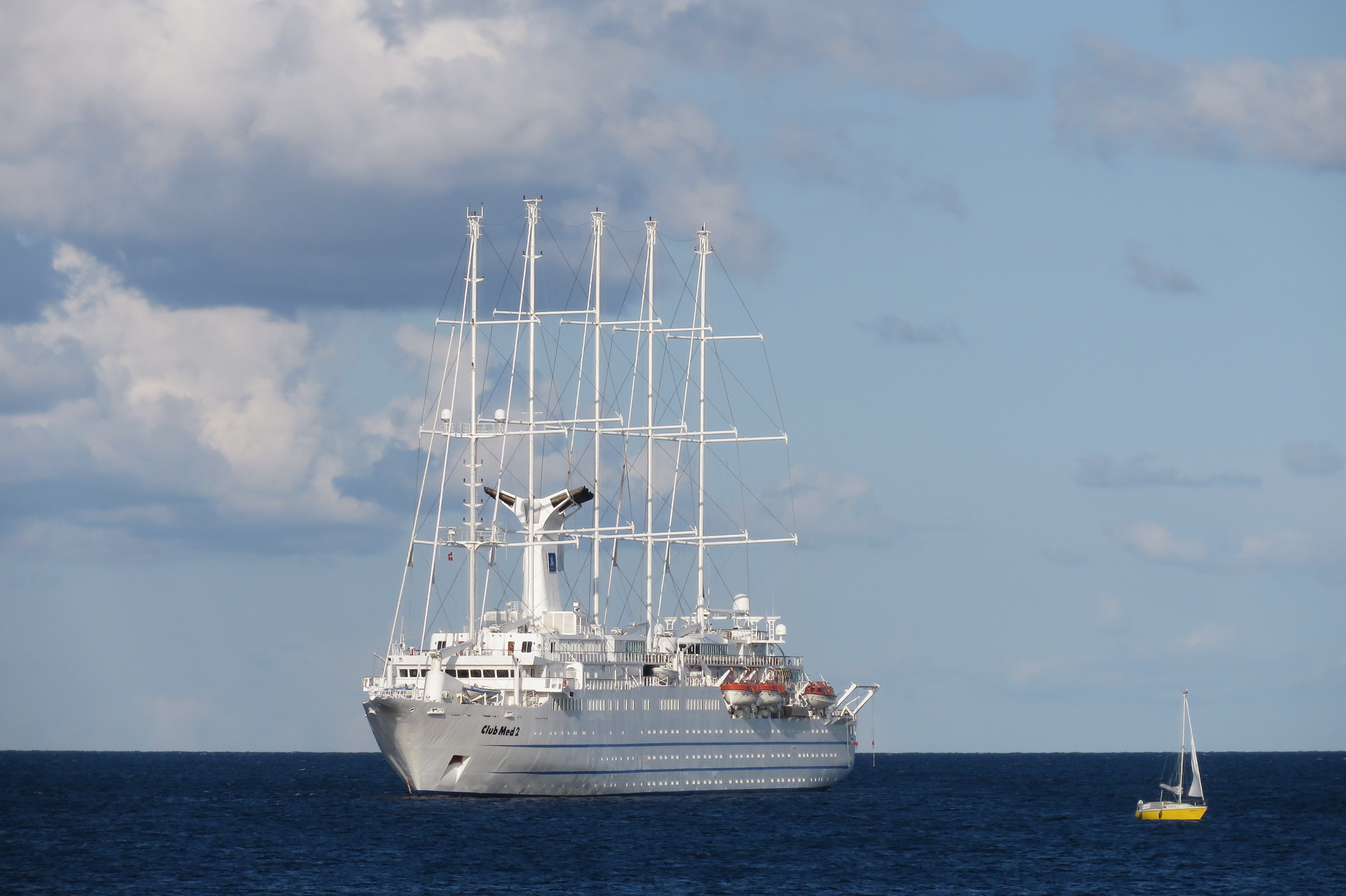
Die Club Med 2 vor Svaneke

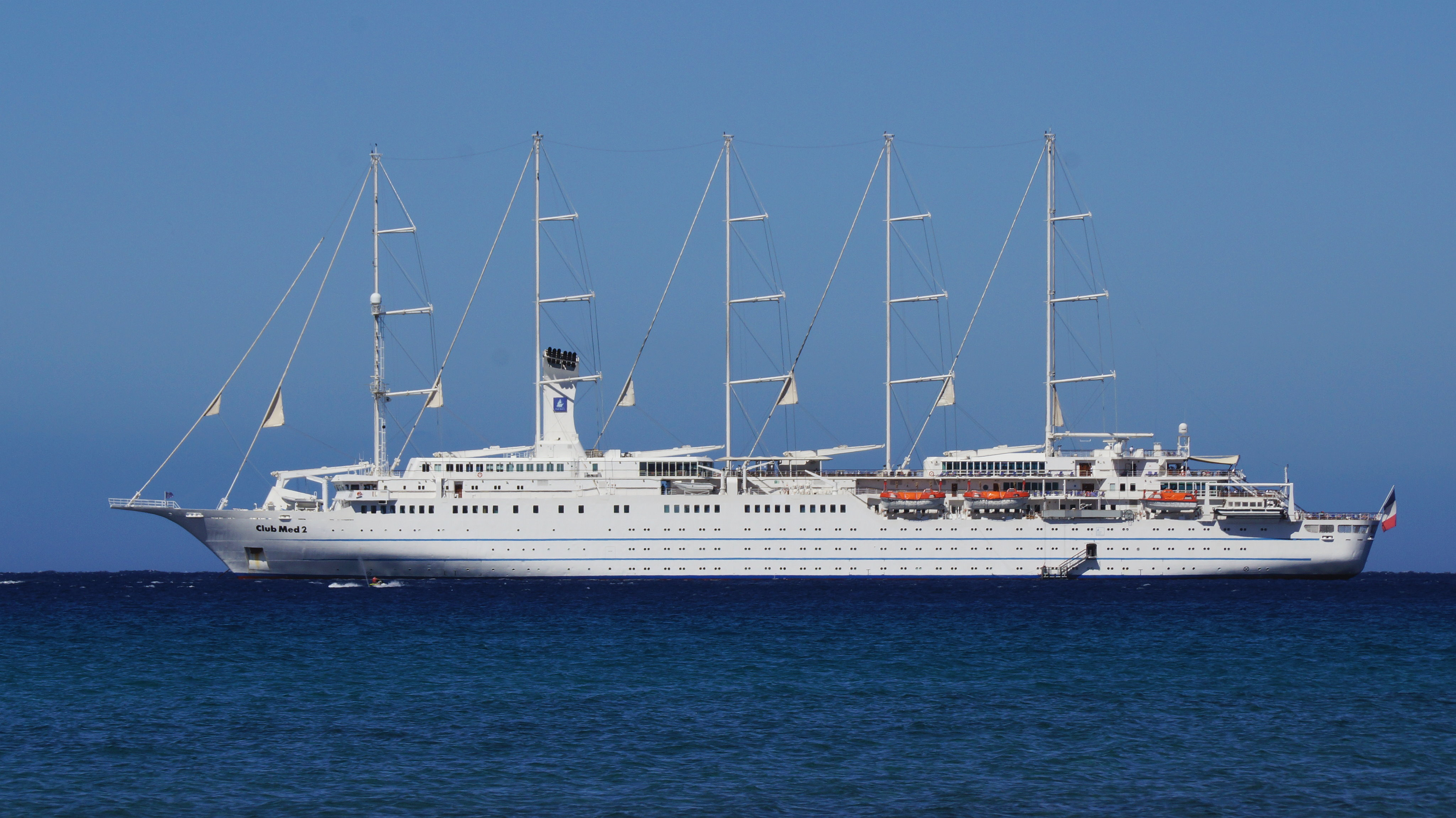
Seitenansicht der Club Med 2 in der Bucht von Calvi, Korsika (2019)

Das Schiff verfügt über einen dieselelektrischen Antrieb. Die beiden Verstellpropeller werden über zwei Elektromotoren mit je 2945 kW Leistung angetrieben. Für die Stromversorgung der Antriebsmotoren stehen vier Dieselgeneratoren zur Verfügung, die von vier Sechszylinder-Dieselmotoren von Wärtsilä mit zusammen 5890 kW Leistung angetrieben werden. Die Dieselgeneratoren leisten jeweils 2280 kW (2850 kVA). Weiterhin steht ein Notgenerator mit 320 kW Leistung (400 kVA) zur Verfügung.
Die Segel an den fünf Masten, mit einer Gesamtfläche von 2.500 m², werden mit Computern gesteuert.  
Das Schiff ist mit Stabilisatoren ausgerüstet, die so gesteuert werden, dass die Krängung nie mehr als drei Grad beträgt. Am Heck befindet sich eine ausklappbare Plattform, von der aus Wassersport betrieben werden kann.
Das Schiff hat zwei Swimmingpools, Fitness- und Gymnastik-Center und eine Sauna. Gespeist wird in zwei Restaurants, außerdem gibt es drei Bars.